# Samphon Mao
Samphon Mao (ur. 9 grudnia 1949) – kambodżański lekkoatleta, sprinter. Uczestnik Igrzysk Olimpijskich 1972.
Podczas Igrzysk Olimpijskich w Monachium w 1972 roku brał udział w biegu na 100 metrów, w którym w pierwszej rundzie zajął siódmą lokatę w swoim biegu eliminacyjnym i odpadł z dalszej rywalizacji. Rekordzista kraju.

## Rekordy życiowe
- Bieg na 100 metrów – 10,4 (1968)[1]